# Johan Wissman
Johan Wissman (ur. 2 listopada 1982 w Helsingborgu) – szwedzki lekkoatleta, specjalizujący się w biegach na 200 metrów i 400 metrów. Dwukrotny olimpijczyk (2004, 2008).
Największe osiągnięcia Wissmana to: złoto halowych mistrzostw Europy (bieg na 400 metrów Turyn 2009), dwukrotnie srebrny medal halowych mistrzostw świata w 2004 (bieg na 200 metrów) i 2008 (bieg na 400 metrów) oraz srebrny medal mistrzostw Europy w 2006 (bieg na 200 metrów). Wissman był również w finale biegu na 400 metrów igrzysk olimpijskich w Pekinie w 2008 jednak zajął tam ostatnie, 8. miejsce.
Inne wartościowe osiągnięcia :
- 2. miejsce na Pucharze Europy w Lekkoatletyce (bieg na 200 m Bydgoszcz 2004)
- 4. miejsce podczas halowych mistrzostw Europy w Lekkoatletyce (bieg na 400 m Birmingham 2007)
- 7. miejsce na mistrzostwach świata (bieg na 400 m Osaka 2007)
- 4. miejsce podczas Światowego Finału IAAF (bieg na 200 m Stuttgart 2007)
- 1. lokata w halowym pucharze Europy (bieg na 400 m Moskwa 2008)
- 8. miejsce na Światowym Finale IAAF (bieg na 400 m Stuttgart 2008)

## Rekordy życiowe
- bieg na 100 metrów – 10,44 (2007)
- bieg na 200 metrów – 20,30 (2007) rekord Szwecji
- bieg na 300 metrów – 32,10 (2008) rekord Szwecji[1]
- bieg na 400 metrów – 44,56 (2007) rekord Szwecji
- bieg na 200 metrów (hala) – 20,65 (2004) były rekord Szwecji
- bieg na 300 metrów (hala) – 32,61 (2006) rekord Szwecji[2]
- bieg na 400 metrów (hala) – 45,89 (2009)